# Oreas erecta
Oreas erecta là một loài rêu trong họ Dicranaceae. Loài này được Lindb. Kindb. mô tả khoa học đầu tiên năm 1883.